# Спасская церковь (Дмитров)
Спасская церковь (церковь Спаса Нерукотворного Образа) — недействующая православная церковь в Дмитрове. Построена во второй половине XVIII века. В XX веке перестроена в административное здание (современный адрес: Советская улица, 12). Объект культурного наследия регионального значения.

## История
До 1764 года на месте церкви существовал Пятницкий монастырь, впервые упомянутый в 1628 году. Его деревянная церковь Параскевы Пятницы была превращена в приходскую. Нынешняя церковь построена вместо ветхой деревянной на средства прихожан в 1767—1773 гг., в ней имелись приделы Спаса Нерукотворного Образа, Параскевы Пятницы, Рождества Пресвятой Богородицы. По приделу и в память о старой церкви Спасская церковь именовалась также Пятницкой. В советский период церковь закрыта и переоборудована. В 1930-е гг. снесены завершения, верхние ярусы колокольни и четверика храма. В 1944 году сделана пристройка с юга, позднее — также пристройка с севера. Здание стало использоваться как административное.
Упоминается, что южную пристройку в 1944 году к зданию церкви делали военнопленные, позднее — северную пристройку. В настоящее время в перестроенном здании находятся разные учреждения.

## Архитектура
Кирпичная оштукатуренная церковь была построена в стиле барокко. Здание с несколько грубоватыми формами декора было типичным для этого периода в Дмитрове. От него сохранились общая форма алтаря и трапезной с четырьмя столпами, а также нижние ярусы колокольни и основного бесстолпного четверика, ранее двусветного. Первоначально четверик венчала одна глава, а колокольня была трёхъярусной. Внешний декор был представлен сдвоенными двухъярусными пилястрами и плоскими наличниками со сложным навершием и «ушами». Посередине фасадов основного объёма, в среднем из прясел, образованных пилястрами, располагались фронтоны. Карнизы с креповкой были выполнены из кирпича, базы пилястр были белокаменными. Интерьер здания полностью изменён, некоторые своды подшиты, утрачены живопись и иконостасы (некоторые иконы XV—XVI вв. перенесены в музей имени Андрея Рублёва и музей «Дмитровский кремль»).